# شهرستان ماندرا
شهرستان ماندرا (به لاتین: Mandera County) یک شهرستان در کنیا است. شهرستان ماندرا ۲۵٬۷۹۷٫۷ کیلومتر مربع مساحت و ۸۶۷٬۴۵۷ نفر جمعیت دارد.